# Frederick McCoy

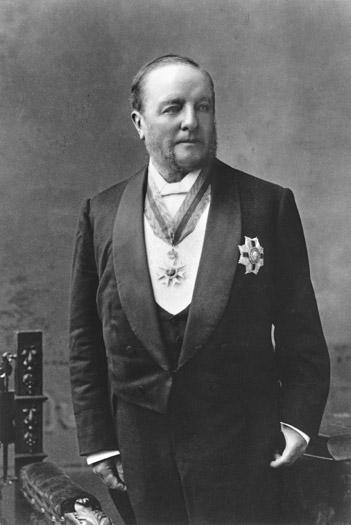
Frederick McCoy

Frederick McCoy (* 1817 in Dublin; † 16. Mai 1899 in Melbourne) war ein britischer Paläontologe.
McCoy ging in Dublin zur Schule und studierte später das Fach Medizin in Cambridge in England. Im Jahre 1850 wurde McCoy Professor für Geologie am damaligen Queen’s College in Belfast.
McCoy nahm 1854 eine Professur an der Universität Melbourne an. Er wurde 1858 der erste Direktor des National Museum of Victoria.
1879 bekam er die Murchison-Medaille der Geological Society of London verliehen, 1881 die Clarke-Medaille der Royal Society of New South Wales.